# GE C40-9W
C40-9W, auch Dash 9-40CW, ist die Herstellerbezeichnung für eine Reihe dieselelektrischer Güterzuglokomotiven, die zwischen 1996 und 2004 als Teil der Dash-9-Serie von GE Transportation Systems (GETS) in 1090 Exemplaren für die Norfolk Southern Railway (NS) gebaut wurde und eine leistungsschwächere Variante der Reihe C44-9W darstellt. Die Typenbezeichnung ist zusammengesetzt aus „C“ für drei Radsätze im Drehgestell, „40“ für die Leistung von etwa 4000 hp, „9“ für Dash 9 Series und „W“ für Wide Cab, das nordamerikanische Sicherheitsführerhaus. Nachfolgemodell der Reihe C40-9W ist die ES40DC aus der Evolution-Serie. Viele Fahrzeuge wurden ab 2018 zur Reihe AC44C6M umgebaut.

## Geschichte
Zu Beginn der 1990er Jahre entwickelte GE Transportation Systems (GETS) basierend auf den letzten Modellen der Dash-8-Serie die Dash-9-Serie. Das ab November 1993 hergestellte Modell C44-9W war mit 4400 hp leistungsfähiger als das Vorgängermodell C40-8W und der versuchsweise für CSX Transportation (CSXT) gebauten Reihe C44-8W ebenbürtig. Die Norfolk Southern Railway (NS) benötigte zu dieser Zeit dringend neue Lokomotiven und bestellte daher ebenfalls Fahrzeuge der Dash-9-Serie. Die Maschinen sollten jedoch nur eine Leistung von 4000 hp erreichen, weil die Bahngesellschaft diese als ausreichend für die zu befördernden Zugmassen erachtete und darin eine Möglichkeit zur Einsparung von Dieselkraftstoff sowie zur Erhöhung der Zuverlässigkeit sah. 125 Fahrzeuge der Reihe C40-9 baute GETS zwischen Januar und April 1995 auf Wunsch der NS noch mit konservativem Standardführerhaus und schmalem Vorbau. Alle späteren, ab Januar 1996 hergestellten Lokomotiven erhielten zeitgemäß das nordamerikanische Sicherheitsführerhaus, englisch Wide Cab, und wurden deshalb vom Hersteller als C40-9W bezeichnet.
Weil die für die Dash-9-Serie sowie die Reihe AC4400CW verwendeten 7FDL-Dieselmotoren die durch die Environmental Protection Agency (EPA) für den 1. Januar 2005 beschlossene Abgasnorm Tier II nicht erfüllen konnten, entwickelte General Electric (GE) bereits in den frühen 2000er Jahren die neuen GEVO-Motoren und nutzte dies zum Anlass, die bis heute erfolgreiche Evolution-Serie einzuführen. Infolgedessen endete die Produktion der Dash-9-Serie für den US-amerikanischen Markt. Bis Dezember 2004 wurden 1090 Fahrzeuge der Reihe C40-9W für die NS produziert. Nach der Einführung der Evolution-Serie behielt die Bahngesellschaft ihr Konzept bei und beschaffte als einzige das Modell ES40DC, welches wie die Reihe C40-9W Gleichstromfahrmotoren und eine Leistung von 4000 hp besaß. Bei beiden Modellen ließ die NS in den frühen 2010er Jahren die Leistung auf 4400 hp erhöhen, womit eine entsprechende Anpassung der Typenbezeichnungen verbunden war.
Seit 2015 werden Lokomotiven der Reihen C40-9 und C44-9W, bei letzterer handelt es sich vornehmlich um Maschinen der ehemaligen Reihe C40-9W, in den Werken der NS und beim Hersteller GETS beziehungsweise dem Nachfolger Wabtec zum Modell AC44C6M mit Wechselstromfahrmotoren umgebaut, wodurch eine erhebliche Kosteneinsparung im Vergleich zur Beschaffung neuer Wechselstromlokomotiven möglich ist. Neben moderner elektrischer Ausrüstung erhalten die Fahrzeuge neue Drehgestelle, Führerstände, Vorbauten und massive Ballastgewichte. Die ersten, als 4000 und 4001 nummerierten Lokomotiven für die NS, beide ehemals C40-9, wurden im August 2015 fertiggestellt. Die ersten Maschinen der früheren Reihe C40-9W wurden im Januar 2018 in das Umbauprogramm einbezogen, hunderte folgten in den nächsten Jahren. Die NS ließ zwar bei weitem die meisten Fahrzeuge umbauen, blieb aber nicht der einzige Interessent für das Modell AC44C6M.

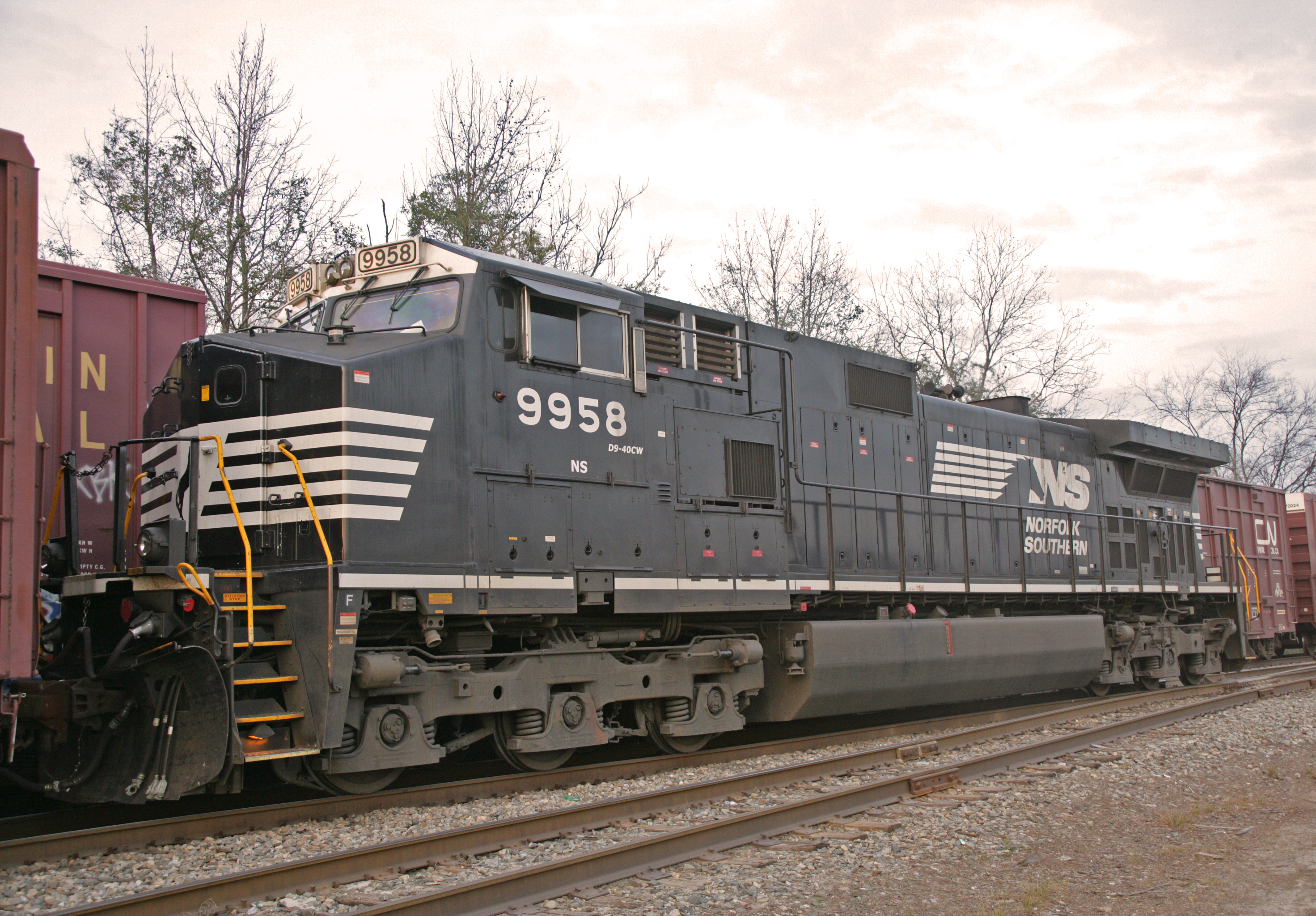
NS 9958 (Februar 2009)
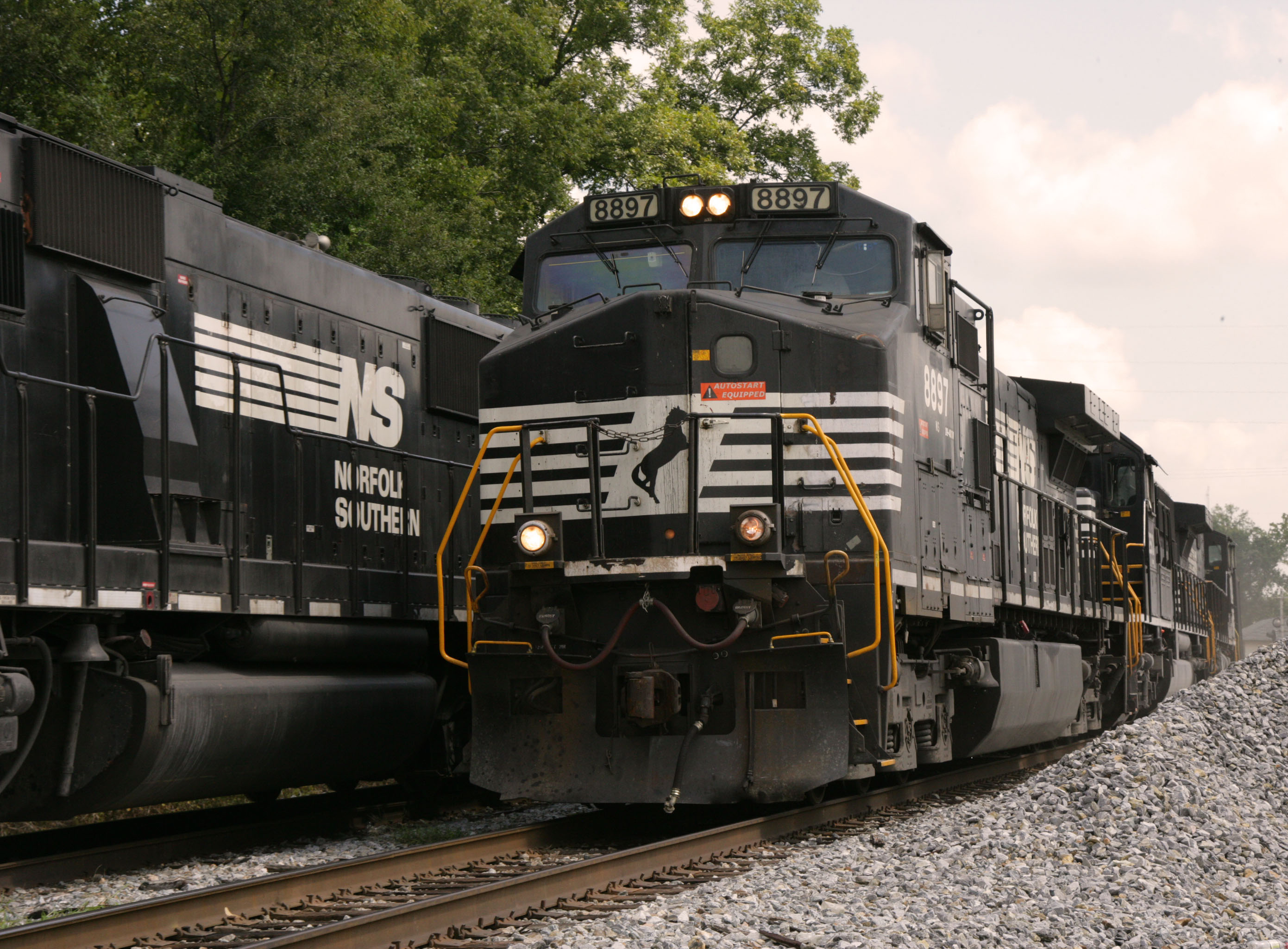
NS 8897 (September 2009)
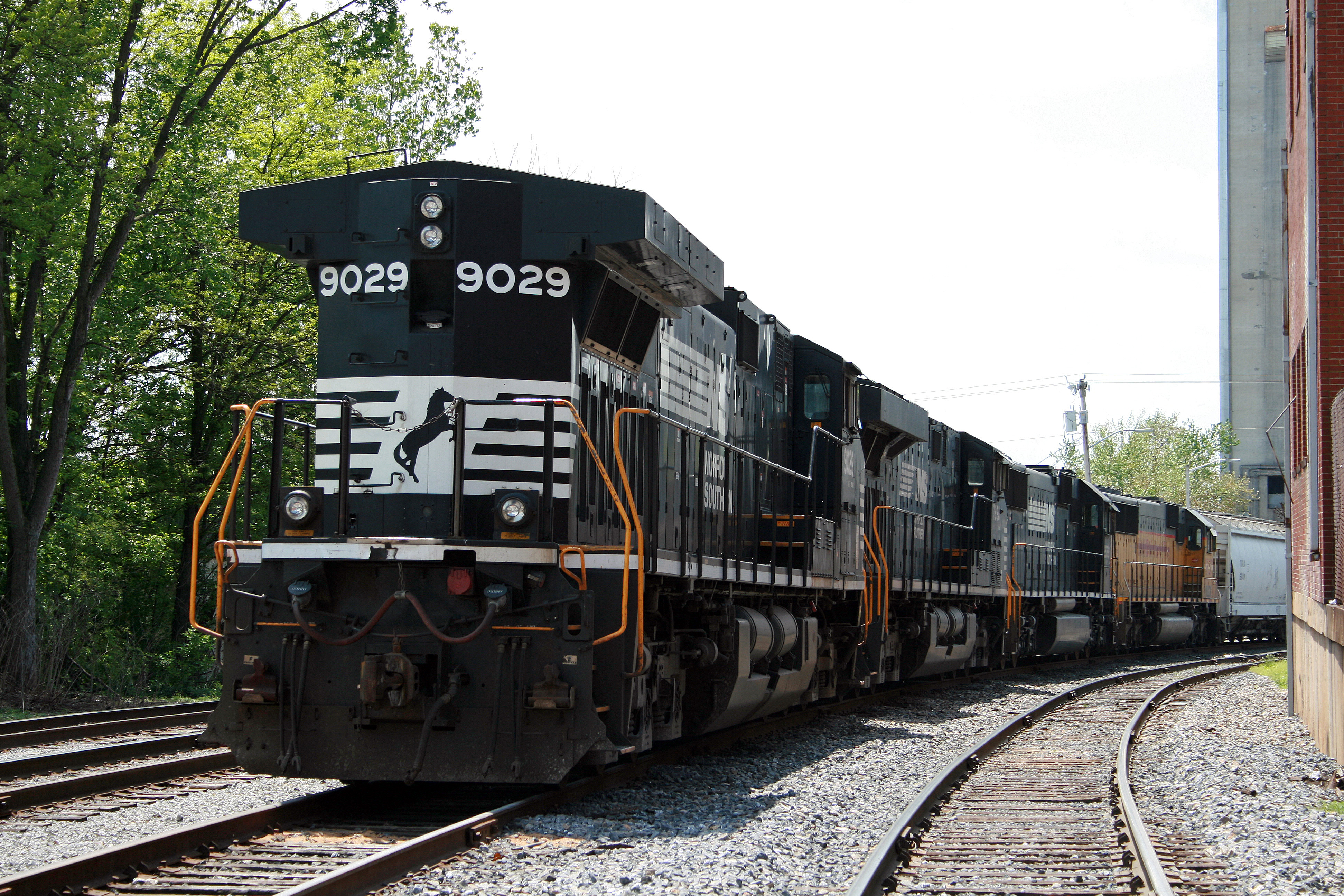
NS 9029 in Harrisonburg (April 2010)

## Technische Beschreibung
Der Hauptrahmen, welcher den Vorbau, den Führerstand und die Aufbauten des Maschinenraums trägt, stützt sich auf zwei dreiachsige HiAd-Drehgestelle mit Schraubenfedern als Primär- und Gummifedern als Sekundärfederung. Drehzapfen dienen zur Übertragung der horizontalen Kräfte auf den Hauptrahmen. Die Dienstmasse der Lokomotive liegt bei 186 t, die mittlere Achslast bei 31,0 t.
Der Vorbau beinhaltet neben einer Personaltoilette und elektrischer Hilfsausrüstung zwei von außen befüllbare Sandkästen für die pneumatisch betriebene Sandstreueinrichtung. An beiden Enden des Fahrzeugs ist eine durch Geländer gesicherte Plattform vorhanden. Hinter dem Führerstand sind der größte Teil der elektrischen Ausrüstung und darüber die von seitlichen Lüftern gekühlten Bremswiderstände angeordnet. Die Batteriekästen befinden sich auf der rechten Seite außerhalb des Maschinenraums. In der Mitte des Fahrzeugs ist die aus Dieselmotor und Hauptgenerator bestehende Antriebsanlage angeordnet. Der Dieselmotor des Typs GE 7FDL-16 mit 175,1 l Hubraum ist ein wassergekühlter Sechzehnzylinder-V-Motor mit Abgasturbolader, arbeitet nach dem Viertaktprinzip und liefert bei einer Drehzahl von 1050 min−1 eine Leistung von 3270 kW, welche jedoch elektronisch auf 2980 kW begrenzt ist. Die Leistungsbegrenzung der Motorregelung (Electronic Governing Unit) wirkt nur in der höchsten Stellung des Fahrschalters (Run 8). Bei erhöhtem Leistungsbedarf kann die elektronische Begrenzung durch Umlegen eines mit einem Schlüssel gesicherten Schalters manuell überbrückt werden, durch eine Modifikation in den frühen 2010er Jahren wurde sie gänzlich aufgehoben. Der vom Dieselmotor angetriebene, als Drehstrom-Synchrongenerator ausgeführte Hauptgenerator GE GMG197 versorgt über vorgeschaltete Gleichrichter die sechs Tatzlager-Gleichstromfahrmotoren des Typs GE 752AH-31. Das Übersetzungsverhältnis zwischen Fahrmotor und Radsatz beträgt 1 : 4,15, die resultierende Höchstgeschwindigkeit 113 km/h und die Anfahrzugkraft 620 kN. Ein kleinerer Wechselstromgenerator des Modells GE GY27 dient als Erregermaschine des Hauptgenerators und als Hilfsgenerator zur Versorgung des Bordnetzes. Den hinteren Abschluss des Maschinenraums bildet die Kühlanlage, unterhalb derer der Fahrmotorlüfter und der Luftpresser angeordnet sind. Zwischen den Drehgestellen befindet sich der Kraftstofftank mit einem Fassungsvermögen von 17 400 l, der auf der rechten Seite in einer Aussparung die beiden Hauptluftbehälter aufnimmt.
Eine indirekt wirkende Druckluftbremse dient als Zugbremse, eine direkt wirkende Druckluft-Zusatzbremse als Lokomotivbremse und eine Handbremse zur Sicherung im Stand. Die pneumatische Bremsausrüstung stammt von Westinghouse. Die Fahrzeuge verfügen zudem über eine Widerstandsbremse sowie eine Mehrfachtraktionssteuerung.